# Зоряні війни: Кістяк команди
«Зоряні війни: Кістяк команди» (також «Зоряні війни: мінімальний екіпаж») (англ. Star Wars: Skeleton Crew) — американський телесеріал, створений Джоном Воттсом і Крістофером Фордом для стримінг-сервісу Disney+. Це частина медіафраншизи «Зоряні війни», події серіалу відбуваються в той самий часовий проміжок, що й «Мандалорець» після подій «Повернення Джедая» (1983). Джон Фавро та Дейв Філоні — виконавчі продюсери.
Спочатку заявлялося, що «Кістяк Команди» виходитиме на Disney+ у 2023 році та складатиметься з восьми епізодів. Прем'єра відбулася на Disney+ 2 грудня 2024 року.

## Сюжет
Серіал розповідає про чотирьох дітей, які опинилися далеко від дому й шукають спосіб повернутися на рідну планету.
Дія відбувається через 5 років після фіналу «Повернення Джедая». Галактична Імперія переможена і на її місці виникла Нова Республіка. Попри мирний, на перший погляд, час, Республіці загрожують пірати. Серед них пірат Сільво, проти якого повстає його підлеглий Брут. Тим часом на розвиненій планеті Ат-Аттін, відрізаній від решти Галактики Бар'єром, школяр Вім випадково знаходить покинутий зореліт «Оніксовий попіл». Разом з однокласниками Нілом, а також дівчатами Ферн і КБ, він випадково запускає зореліт у космос. Він відлітає з планети у невідомому напрямку. Корабельний дроїд SM-33 пояснює, що це піратський корабель і спрямовує його до порту, в якому збирають різноманітні злочинці. Там діти дізнаються, що їхню домівку всі вважають міфічною «планетою скарбів». Брут схоплює дітей і кидає їх у в'язницю, де вони знайомляться з Джодом (який насправді пірат Сільво, засуджений Брутом до страти). Джод допомагає дітям утекти, проте ніхто не знає координатів Ат-Аттіна.
У пошуках дому команда спрямовує «Оніксовий попіл» до планети Нової Республіки. Тамтешня зберігачка архіву Гімм пояснює, що в Ат-Аттіна було декілька планет-двійників, і попереджає дітей, що Джод — пройдисвіт, якому не можна довіряти. Джод викрадає ймовірні координати Ат-Аттіна та тікає з дітьми. Але це виявляються координати схожої планети, спустошеної війною. Помиривши її жителів, герої виявляють, що SM-33 завжди знав координати Ат-Аттіна, але його колишній власник, капітан Реннод, заборонив їх розповідати. Тому команда летить на планету Ланупа, де було лігво Реннода. Та за минулі роки над ним збудували куророт, а Джода впізнає його знайома й доповідає Бруту. В підземній схованці вдається відшукати координати Ат-Аттіна, Джод мріє захопити планету і скористатися для цього дітьми. В той час на Ланупу прилітає Брут і схоплює Джода, а дітям вдається втекти. Вони летять додому, тоді як пірати вирушають навздогін. Джод повертає собі довіру команди та вбиває Брута.
Джоду вдається наздогнати й захопити «Оніксовий попіл» — єдиний корабель, який може вільно пролетіти крізь Бар'єр. Діставшись до Ат-Аттіна, Джод вдає з себе емісара Республіки та вимагає зустрічі з Наглядачем, щоб захопити планету. Але Наглядач виявляється дроїдом, якого пірат знищує, спричиняючи вимкнення електрики. Джодові за допомогою Фари вдається провести піратський фрегат крізь  Бар'єр. Пірати висаджуються на планету. Діти з батьками поспішають на «Оніксовий попіл», щоб викликати допомогу. Однак, вони постають перед проблемою: корабель не злетить без електрики, а допомога не зможе пролетіти крізь Бар'єр. Тому герої розділяються, КБ злітає і шле сигнал Гімм, після чого пірати збивають «Оніксовий попіл». Решта вмикають електрику ціною знищення Бар'єра. КБ вдається посадити «Оніксовий попіл». Флот Нової Республіки прибуває на допомогу та перемагає піратів.

## Акторський склад
- Джуд Лоу — капітан Сільво, він же Джод і Багряний Джек.
- Раві Кебот-Конієрс — Вім, людський хлопчик.
- Кіріана Краттер — КБ, людська дівчинка з кібернетичними імплантатами.
- Роберт Тімоті Сміт (голос), Кейсі Берровмен (актор) — Ніл, хлопчик з виду гуманоїдів, схожих на слонів.
- Раян Кіра Армстронг — Ферн, людська дівчинка.
- Тунде Адебімпе — Вендл, батько Віма.
- Керрі Кондон — Фара, мати Ферн.
- Нік Фрост (голос) — SM-33, корабельний дроїд «Оніксового попелу».
- Алія Шакват (голос) — Гімм, зберігачка архіву, схожа на сову.
- Келлі Макдональд — Поккіт, найманка і колишня партнерка Джода.
- Фред Таташор (голос), Стівен Оюнг (актор) — Брут, пірат з команди Джода, схожий на песиголовця.

## Епізоди
| № серії | Назва серії                                                                              | Режисер(и)                   | Сценарист(и)                | Оригінальна дата виходу |
| --- | ---------------------------------------------------------------------------------------- | ---------------------------- | --------------------------- | ----------------------- |
| 1 | «This Could Be a Real Adventure» «Це буде справжня пригода»                              | Джон Воттс                   | Крістофер Форд і Джон Воттс | 2 грудня 2024           |
| Через 5 років після перемоги над Галактичною Імперією Нова Республіка стикається з загрозою космічних піратів. Капітан Сільво бере на абордаж вантажний зореліт, але не знаходить там очікуваних скарбів. Команда, очолювана Брутом, бунтує проти нього. На мирній планеті Ат-Аттін, завжди огорненій полярним сяйвом, хлопчик Вім вирушає до школи. Він захоплюється історіями про джедаїв, хоча батько, Вендл, завжди зайнятий роботою, вважає їх «казками». Друг Віма на ім'я Ніл його протилежність — старанний і обережний учень. Їхні однокласниці Ферн і КБ майструють летючий байк, на якому потім ледь не потрапляють у аварію. Вім запізнюється на екзамен і вирішує зрізати шлях через ліс. Хлопчик падає в яр, де знаходить люк до того, що вважає храмом джедаїв. Тієї миті Віма виявляє поліцейський дроїд. Ферн теж запізнилася на екзамен, але жартує над Вімом. Вендл домовляється, щоб син склав іспит пізніше, але за умови, що дасть усі відповіді правильно. Попри загрозу провалити екзамен, Вім вирішує не готуватися, а дослідити знахідку в лісі. Він бере з собою Ніла, а в лісі до них приєднуються Ферн і КБ, що вирішили поглузувати з хлопчаків. Побачивши, що «храм» реальний, всі четверо знаходять спосіб відчинити люк. Всередині Вім необачно вмикає подачу енергії. Виявляється, вони опинилися всередині похованого під землею зорельота, що починає злітати. Вендл поспішає на допомогу, але зореліт з дітьми відлітає в автоматичному режимі та здійснює стрибок у невідоме місце. |                                                                                          |                              |                             |                         |
| 2 | «Way, Way Out Past the Barrier» «Далеко, далеко за Бар'єром»                             | Девід Ловері                 | Крістофер Форд і Джон Воттс | 2 грудня 2024           |
| На борту корабля вмикається дроїд SM-33 і шукає свого капітана. Ферн обманює його, сказавши, що вбила капітана і дроїд тепер мусить слухатися її. SM-33 вірить, але не може повернути корабель назад. Натомість він прокладає курс до піратського порту. Сподіваючись знайти там допомогу, діти привертають увагу піратів, які вважають Ат-Аттін міфічною «планетою скарбів», схованою від решти Галактики Бар'єром полярного сяйва. SM-33 рятує дітей, заявивши, що вони теж пірати. Але невдовзі їх схоплюють і кидають до в'язниці. Там виявляється чоловік Джод, чутливий до Сили. Він обіцяє допомогти дітям повернутися на корабель, якщо ті допоможуть йому. |                                                                                          |                              |                             |                         |
| 3 | «Very Interesting, as an Astrogation Problem» «Дуже цікаво як астронавігаційна проблема» | Девід Ловері                 | Крістофер Форд і Джон Воттс | 10 грудня 2024          |
| На Ат-Аттіні дроїд повідомляє батькам зниклих дітей, що влада не повинна втручатися в справи за Бар'єром, тому повернути дітей не можна. Джод допомагає дітям втекти з в'язниці та повернутися на корабель. Але вони відмовляються полетіти без SM-33. Джод повертається за дроїдом і зустрічає свого знайомого. З їхньої розмови стає ясно, що Джод — це піратський капітан Сільво. Брут наказує будь-що спіймати втікача. Ферн не довіряє Джоду, але Вім і Ніл впевнені, що він справжній джедай. КБ неохоче визнає, що він їхня єдина надія повернутися додому. Джод відправляє корабель у політ, спричинивши супутні руйнування в порту. Він обіцяє зустрітися невдовзі з подругою Гімм, в якої може бути зоряна карта. Гімм називає Джода «багряним Джеком» і заздалегідь викликає патруль Нової Республіки. Коли діти розповідають, що вони з Ат-Аттіна, вона пояснює, що їхня планета — це один зі «скарбів» Старої Республіки. Хоча координатів у неї немає, Гімм з'ясовує їх за описами. Джод розуміє, що вона викликала патруль, і змушує дітей тікати разом з ним. Нарешті Джод визнає, що він не джедай, але зазначає, що вони повинні працювати разом. Корабель відлітає, а командир патрульного винищувача X-Wing Кент розпитує в Гімм про дітей. |                                                                                          |                              |                             |                         |
| 4 | «Can't Say I Remember No At Attin» «Не можу сказати, що пам'ятаю Ат-Аттін»               | Деніел Кван і Деніел Шейнерт | Крістофер Форд і Джон Воттс | 17 грудня 2024          |
| Екіпаж використовує координати Гімм, щоб прибути до, як вони вважають, Ат-Аттіна. Та виявляється, що це Ат-Акранн, планета-сестра Ат-Аттіна з аналогічним кліматом і архітектурою, проте постраждала від війни. Джод залишається на кораблі з SM-33, поки діти розвідують околиці. Вони стикаються з солдатами клану «Трійки», що ворогують з «Гаттанами». «Трійки» готуються помститися своїм ворогам за викрадення худоби та охоче приймають дітей у свої лави, щоб відправити їх попереду загону. Ніл дружиться з дівчинкою на ім'я Гайна, дочкою генерала Стрікса. На думку Ніла, одна зі сторін у війні повинна піти на поступки заради миру. Гайна каже, що Ніл слабкий і наївний, проте він подобається їй. Під час вилазки Гайна заявляє, що піде разом з іншими дітьми. Несподівано з туману до них виходять Джод і SM-33, привівши викрадену худобу. Потім Джод пояснює, що викупив худобу за гроші, які він украв у Віма. Стрікс дотримується раніше даної обіцянки та пропускає команду до «Занепалого Святилища», яке нагадує вежу Наглядача на Ат-Атіні. Там містяться координати інших подібних планет, але координати Ат-Аттіна знищено. SM-33 розповідає, що він він був на цій планеті та знищив координати за наказом свого капітана. Ферн здогадується, що колишній капітан заборонив дроїду згадувати Ат-Аттін. Як нова капітан, вона наказує SM-33 все згадати. Тоді SM-33 атакує групу згідно з наказом попереднього власника. Ніл відволікає дроїда та непритомніє, а Джод вимикає SM-33. |                                                                                          |                              |                             |                         |
| 5 | «You Have a Lot to Learn About Pirates» «Тобі належить багато дізнатися про піратів»     | Джейк Шреєр                  | Мьонг Джо Веснер            | 24 грудня 2024          |
| На Ат-Аттіні батьки зниклих дітей намагаються надіслати повідомлення за бар'єр. Фара доручає Вендлу викрасти необхідні для цього дані, але Вендла викриває дроїд. Екіпажу вдалося стримати SM-33 і змінити його програму, щоб він не атакував. Дроїд розповідає, що корабель, на якому вони перебувають, — це «Оніксовий попіл», а колишнім капітаном був сумнозвісний Так Реннод. Він шукав Ат-Аттін, але команда повстала проти капітана і корабель зазнав аварії. SM-33 погоджується полетіти на приховану базу Реннода. Та за роки вона перестала бути віддаленою горою; тепер там курорт, а планета отримала назву Ланупа. Джод маскує дітей під «поважних старійшин», коли вони прибувають на планету. Заплативши консьєржці, Джод орендує номер у готелі й планує порозважатися. Але його впізнає колишня партнерка Поккіт і повідомляє Бруту про Джода. Діти, Джод і SM-33 проникають у підземелля. Тамтешній мешканець Кталлоп відкриває їм вхід на базу піратів. Обійшовши пастки, команда пробирається у скарбницю Реннода. Вони знаходять координати Ат-Аттіна й дізнаються, що ця планета була монетним двором Старої Республіки. Джод раптово викликає Ферн на дуель і вона врешті здається, передавши капітанство Джоду. Тоді пірат наказує SM-33 схопити дітей. Вім випадково відкриває вихід і діти втікають, а Джод хапає світловий меч, який перед цим знайшов Вім. |                                                                                          |                              |                             |                         |
| 6 | «Zero Friends Again» «Знову нуль друзів»                                                 | Брайс Даллас Говард          | Мьонг Джо Веснер            | 31 грудня 2024          |
| Джода та SM-33 схоплюють Поккіт і пірати, щойно ті вилазять з піратського сховку. Потім Джода та SM-33 приводять Бруту для страти. Джод, скориставшись правом останнього слова, обіцяє поділитися зі всім піратами скарбами Ат-Аттіна. Брут погоджується полетіти туди, але обіцяє жорстоко розправитися з Джодом, якщо той обманює. Тим часом діти випадають з лігва Реннода крізь трубу на звалище брухту. КБ запам'ятала координати Ат-Атіна, але через суперечку як повернутися на «Оніксовий попіл», вони діляться на дві групи. Ферн і Ніл намагаються видертися нагору, а Вім і КБ слідують за групою крабів. На півдорозі імплантати КБ ламаються через перебування в вологій атмосфері і її паралізує. Вона дає Віму вказівки як поремонтувати їх і обоє продовжують подорож за крабами. Та як виявляється, вони прийшли до величезного краба, що хоче з'їсти дітей. Ферн і Ніл застрибують на «Оніксовий попіл», коли його буксирують, та підбирають КБ з Вімом. Корабель падає на звалищі, де його загрожує перемолоти величезна сміттєзбиральна машина. Ферн користується кнопкою (яку Джод забороняв натискати), щоб скинути зовнішній корпус корабля та відлетіти з Ланупи. |                                                                                          |                              |                             |                         |
| 7 | «We're Gonna Be in So Much Trouble» «У нас буде так багато проблем»                      | Лі Айзек Чунг                | Крістофер Форд і Джон Воттс | 7 січня 2025            |
| Батьки зниклих дітей запускають передавач у космос за мить до того, як їх паралізують охоронні дроїди. Пірати прибувають до Ат-Аттіна та бачать, що він огорнений небезпечними хмарами. Брут наказує вбити Джода за обман, але тоді прилітає «Оніксовий попіл» і потрапляє в пастку піратів. Добровольця Глерба відправляють у Бар'єр, але його винищувач гине через блискавки. В цей час діти отримують повідомлення від батьків, на яке звертає увагу Джод. Розуміючи, що тільки «Оніксовий попіл» може пролетіти крізь хмари, Джод застрелює Брута і проникає на корабель. Активувавши світловий меч, він обезголовлює SM-33, а дітям погрожує розрубати їх на шматки, якщо вони втрутяться. Джод пояснює: Реннод викрав корабель з Ат-Аттіна, тому і зміг пролетіти повз Бар'єр. «Оніксовий попіл» досягає планети, Наглядач сприймає Джода за емісара Республіки та призначає зустріч. Корабель опускається на спеціальний посадковий майданчик і опиняється у сховищі, де зберігаються незліченні кредити Республіки. Діти ненадовго зустрічаються зі своїми батьками, перш ніж Джод підходить до них із ввімкненим світловим мечем. |                                                                                          |                              |                             |                         |
| 8 | «The Real Good Guys» «Справді хороші хлопці»                                             | Джон Воттс                   | Крістофер Форд і Джон Воттс | 14 січня 2025           |
| Джод продовжує вдавати емісара Республіки та каже батькам дітей, що ті завдали багато клопоту. Він відправляє дітей під домашній арешт і приставляє до них дроїдів, щоб ті не розповіли хто такий Джод насправді. Ферн і Фару він веде на зустріч із Наглядачем, який виявляється величезним дроїдом. Наглядач майже погоджується провести решту піратів крізь Бар'єр, але розуміє, що Джод самозванець, коли той називає себе джедаєм (джедаї багато років тому були оголошені зрадниками Наказом 66). Тоді Джод знищує Наглядача світловим мечем, що призводить до вимкнення світла та дроїдів у місті. Система безпеки Бар'єра перестає діяти, пірати вторгаються на Ат-Аттін з наміром примусити населення виробляти для них гроші. Вім, Вендл, Ніл і КБ тікають до «Оніксового попелу», щоб вилетіти за Бар'єр і послати сигнал про допомогу. Та корабель заблоковано на посадковому майданчику через відсутність електрики. Вім і Вендл відволікають Джода, і Вендлу вдається відновити подачу енергії. КБ, тримаючи голову SM-33, запускає корабель і викликає на допомогу Гімм. Незабаром після цього пірати збивають «Оніксовий попіл». Тим часом на Ат-Аттіні Вім, Вендл, Ферн і Фара борються проти Джода. Той пояснює як був учнем джедайки, але називає Галактику злим і небезпечним місцем, від якого можна сховатися за Бар'єром. Вім погоджується, що це так, але також каже, що скрізь у подорожі дітям траплялося й добро, якому потрібно відкритися. Оскільки системи безпеки Бар'єра знову ввімкнулися, Фара після вагань знімає Бар'єр назавжди. Це дозволяє силам Нової Республіки прилетіти на планету і збити корабель піратів. Джод визнає поразку, коли над Ат-Аттіном стають видимі зорі. КБ вдалося посадити «Оніксовий попіл» і вона покидає його разом із SM-33, приєднуючись до батьків і друзів. Вім дивиться в небо, на кораблі Нової Республіки. |                                                                                          |                              |                             |                         |

## Сприйняття
Після виходу перших двох епізодів 2 грудня 2024 року «Кістяк команди» став одним із найвище оцінених серіалів у всесвіті «Зоряних війн», поступившись лише «Андору». Згідно зі Screen Rant, його схвально оцінили 95 % критиків і 86 % пересічних глядачів (у «Андора» це відповідно 96 % і 87 %).
Ед Пауер у Daily Telegraph писав, що Disney створив попередніми серіалами таке невдале полотно «Зоряних війн», що для того, аби повернути його на правильний шлях, знадобиться більше, ніж чарівне дитяче шоу. Серіал виразно надихається «Інопланетянином» і «Бовдурами» і має дух пригод 80-х років з такими примітними рисами, як вигадливі маски інопланетян.
Юліан Роман на MovieWeb похвалив, що «„Кістяк команди“ досягає правильного результату, використовуючи відомі елементи». Серіал багато запозичує з дитячої класики 80-х років і глядачі відчують знайому атмосферу Спілберга та Земекіса. «Кістяк команди» дуже нагадує на початку «Зоряний шлях: Вундеркінди», але він блискуче креативний і непередбачуваний, в усякому разі «на милю» краще за «Аколіта».
За характеристикою Елісон Герман у «Variety», «Кістяк команди» — це суто ностальгічна дитяча пригода — логічний шлях для «Зоряних воєн», зважаючи на їхню власну історію та величезний успіх «Дивних див». Загроза, з якою стикаються герої «Кістяка команди», не має галактичного розмаху і не смертельна, що виправдано, зважаючи на їхній вік. Немає також явного зв’язку з більш відомими історіями «Зоряних війн», а передміська ідилія Ат-Аттіна є новим поглядом на життя в далекій-далекій галактиці. Чарівність акторського складу та їхнє заразливе почуття подиву значною мірою сприяють інтересу до цього починання. Сильна сторона сучасних «Зоряних воєн» полягає в тому, що там співіснують різні жанри та настрої.
Денис Федорук на ITC.ua зробив висновок, що «Кістяк команди» радше виглядає як побічний продукт культового всесвіту, ніж його повноцінний розвиток. З роллю дитячого серіалу він добре справляється, а для всіх інших «Кістяк команди» може видатися хоч і необов’язковою, але в міру захопливою легковажною дрібничкою. Дитячістю зумовлені дратівлива наївність, очевидні сюжетні умовності, передбачуваність, відсутність високих ставок тощо. З іншого боку від глядачів не потрібно перегляду попередніх серіалів чи фільмів та відмінного знання всесвіту «Зоряних війн».